# Карассо, Эммануил
Эммануил Карассо (1862, Салоники — 1934, Триест) — общественно-политический деятель Османской империи сефардского происхождения из Салоник.

## Биография
Карассо — соратник партии «Единение и прогресс», один из трёх человек, объявивших султану Абдул-Хамиду II о его свержении. После прихода к власти «Единения и прогресса» был депутатом меджлиса от Салоник. Во время правления Ататюрка попал в опалу и уехал в Италию.
Его племянник, Иссак Карассо (1874—1939), в 1919 году основал в Барселоне компанию молочных продуктов Danone.